# 荥阳故城
荥阳故城位于河南省郑州市惠济区古荥镇，为汉代城市遗址。荥阳故城北依邙岭，山北为黄河，东面是历史上的鸿沟，南面是索须河。2001年，古荥冶铁遗址被列入第五批全国重点文物保护单位。2006年，荥阳故城被列入全国重点文物保护单位，与古荥冶铁遗址合并，并称荥阳故城。

## 历史
荥阳故城的创建年代无史书记载。但据《史记·张仪列传》的有关记述，荥阳城最晚在战国时期的公元前320年已由韩国建成，以位于荥泽之阳得名，是当时的北方军事重镇和水陆交通要道。秦灭韩后，设三川郡，荥阳城属之，有说法称荥阳为三川郡郡治所在。秦末，刘邦、项羽曾反复争夺荥阳城，其间刘邦被困城中，手下大将纪信为救刘邦脱险，冒充刘邦诈降项羽，使刘邦得以从荥阳城西门安全逃出，而自己则在被俘后拒绝投降，被项羽用火烧死。
两汉时期，荥阳城为荥阳县治所，得到进一步的修筑，并在西门外设立河南郡的第一个大型冶铁作坊。三国和西晋时期，荥阳城更升为荥阳郡治所。北魏太和十七年，荥阳郡、县的治所改设在了距荥阳故城西南22公里的大栅城，并将大栅城改称荥阳城，即如今的荥阳市，存在800多年的荥阳故城逐渐衰落。
1963年，荥阳故城被公布为河南省第一批重点文物保护单位，2006年被列入全国重点文物保护单位，与第五批全国重点文物保护单位中的古荥冶铁遗址合并。

## 现状

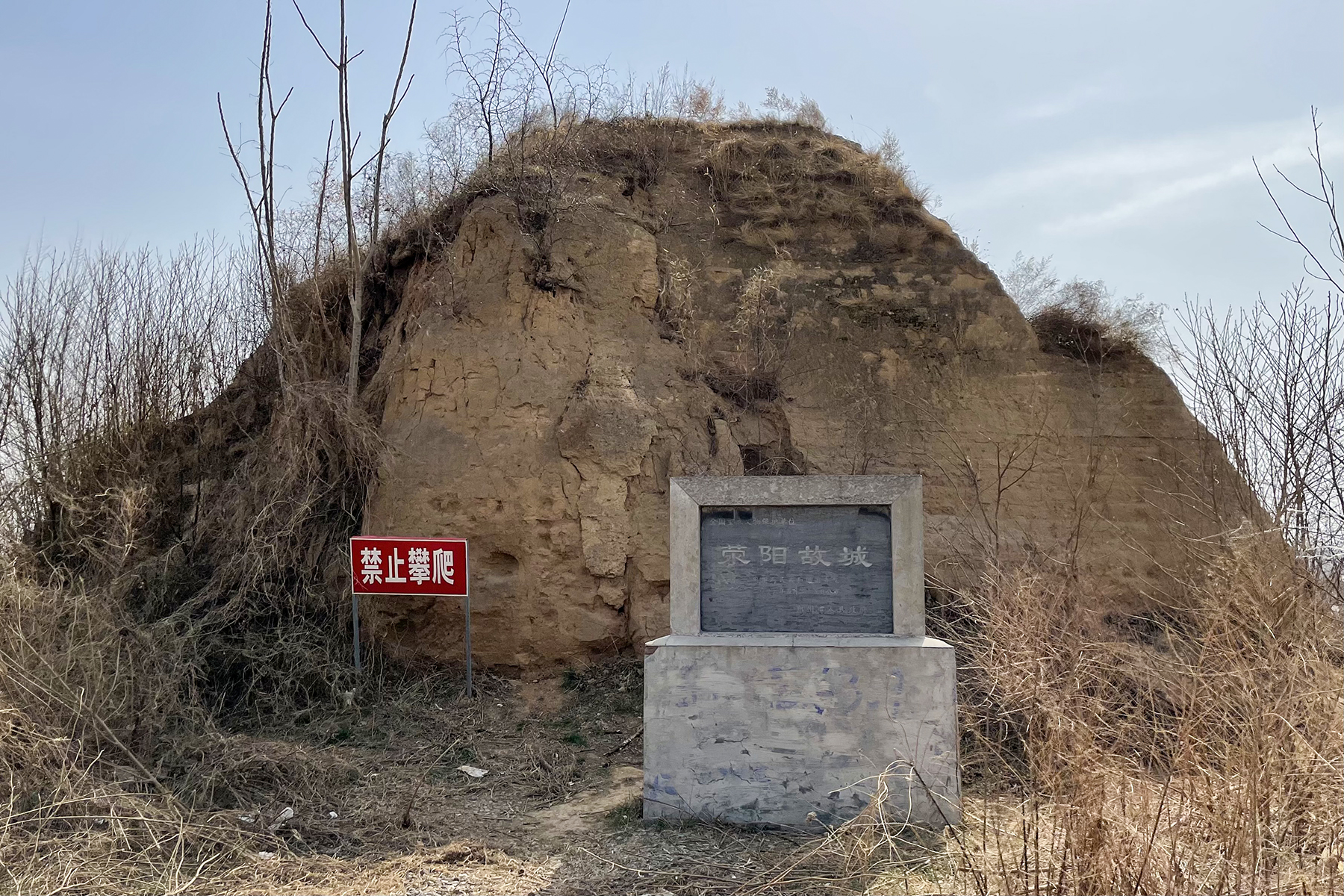
荥阳故城西城墙断面

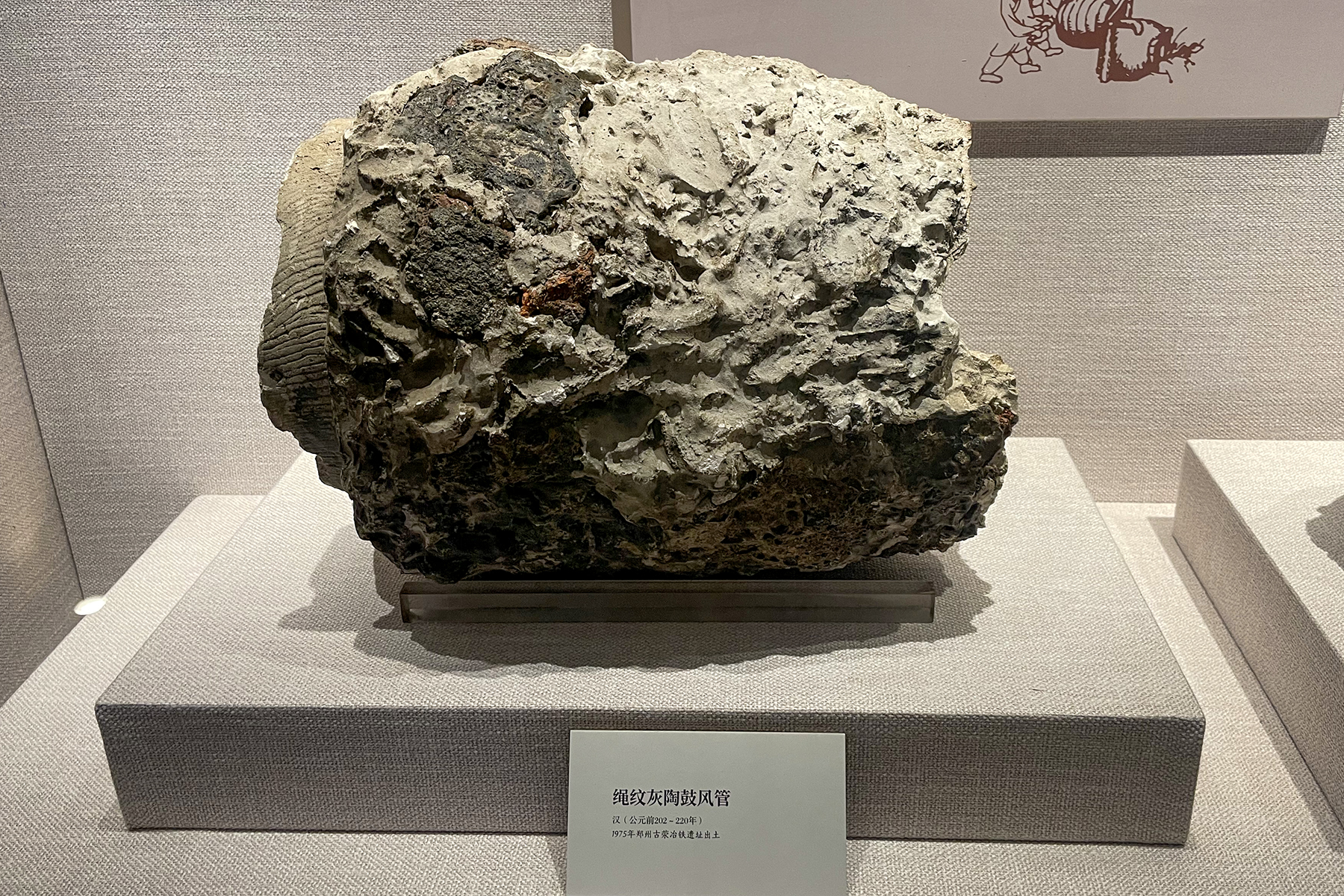
古荥冶铁遗址出土的绳纹灰陶鼓风管

荥阳故城的城垣呈不规则长方形，除东城墙被河水冲毁外，其他三面城墙目前基本上都保存完整。现存城墙最高处20米，上宽10米，基宽30米。城墙系版筑而成，层次分明，夯窝清晰。城垣的规模较大，西墙长2016米，有三处缺口，南墙长2012米，有两处缺口，应为城门位置，其中一处似有瓮城。东墙1860米，北墙1283米，中间也有拐折。城垣周长7171米。若加上曲折和拐角部分．整个城周长不小少于7.5公里。荥阳故城的西门外为古荥冶铁遗址，现设有古荥汉代冶铁遗址博物馆。

## 考古发现
根据考古调查，荥阳故城主要为汉代遗迹。在城东北角有制陶作坊和粮仓，陶器上有“廪”、“荥阳廪”、“荥阳廪陶”等戳记铭文。东部高地为官署，南部为居民区，散存大量板瓦、筒瓦和水管等以及簋、盆、罐等陶器，也有铁器出土。故城内同时也发现了古代房基、夯土台、水管道等建筑设施。

### 古荥冶铁遗址
古荥冶铁遗址位于荥阳故城西墙外，是汉代河南郡第一冶铁作坊。遗址南北长400多米，东西宽300多米，总面积12万平方米。1964年发现，1965年春试掘，1975年秋至1976年春正式发掘，发掘面积1700平方米，在发掘范围内，发现炼铁炉炉基两座、炉底积铁十多块，最大的重约23吨、矿土堆约60立方米、水井一眼、水池一处、四角柱坑、烘范炉十三座、船形坑一个等遗迹。出土铁器318件、陶器380余件、石器8件。该遗址是目前世界上发现最早、规模最大的汉代冶铁遗址。发掘出的汉一号冶铁高炉，容积50立方米左右，东部、北部残存有0.54米高的炉壁，南北长4米，东西宽2.7米，是迄今为止保存最好、最完整的汉代冶铁炉遗迹。
　　